# Parc Rives-de-Seine
Ne doit pas être confondu avec Seine à Paris ou Rives de la Seine à Paris.
Le parc Rives-de-Seine est un espace vert public de Paris (France) essentiellement composé de deux voies réservées aux piétons, cyclistes et autres modes doux, sur les deux rives de la Seine.

## Situation et accès

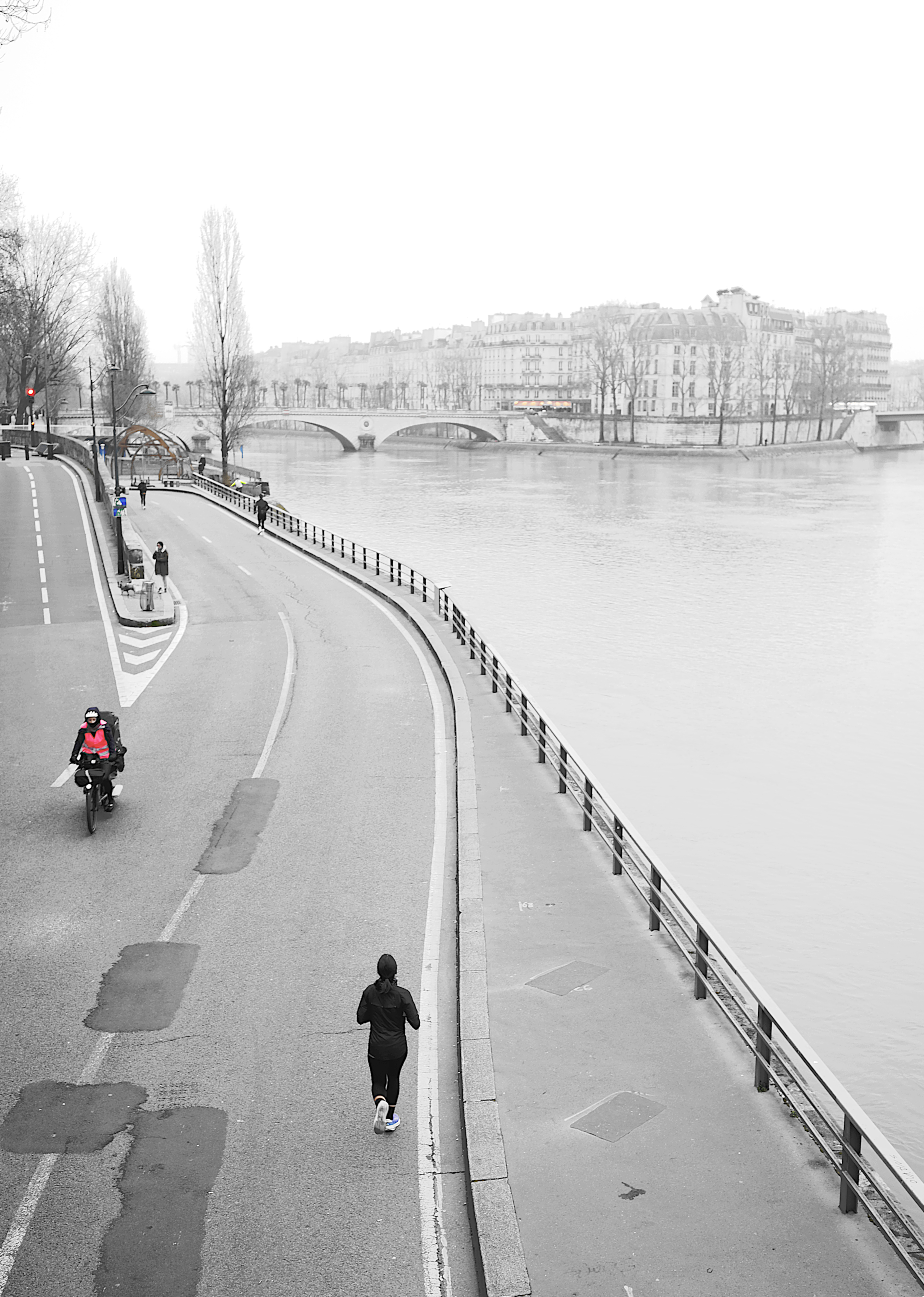
Le parc Rives-de-Seine au niveau du pont d'Arcole ; en arrière-plan, l'île Saint-Louis.

Ce parc est situé dans le centre de Paris, de part et d'autre de la Seine, le long du fleuve, comprenant une partie des voies Georges-Pompidou et express Rive-gauche, du pont de l'Alma au pont Royal rive gauche, du pont Neuf au pont de Sully et le jardin du Port-de-l'Arsenal rive droite.

## Historique
La livraison des voies sur berges intervient en 1967, sur une emprise gagnée sur le lit de la Seine, en contrebas des quais, axes historiques de la circulation le long de la Seine. Elles sont alors dévolues à la circulation des voitures, motos et camions et interdites d'accès aux piétons.
La voie dite « voie rapide Georges-Pompidou » voit alors passer jusqu'à 40 000 véhicules par jour[Quand ?].
En 1995, la mairie décide de fermer la circulation automobile sur les voies sur berges le dimanche au profit des piétons. Aucun aménagement n'est alors entrepris puisque l'autoroute urbaine est alors la vocation principale de ces voies. L'instauration de Paris Plages, en 2002, neutralise les voies pour une durée d'un mois, tous les ans, de la fin de juillet à la fin d'août, lorsque l'activité et donc les flux ralentissent dans la capitale. Cette initiative est accompagnée d'aménagements temporaires et réversibles.
Au printemps 2013, la voie express Rive-gauche temporairement dévolue à la promenade, entre le musée d'Orsay et le pont de l'Alma devient la promenade des Berges-de-la-Seine-André-Gorz. À l'été 2016, concomitamment à la mise en place de Paris Plages, la circulation automobile s'interrompt sur la voie Georges-Pompidou, c'est-à-dire sur les berges de la rive droite, entre le tunnel des Tuileries et le port de l'Arsenal.
Le parc Rives-de-Seine est inauguré en tant que tel le 2 avril 2017. Il est en fait la réunion des parties fermées à la circulation automobile de la voie express Rive-gauche et de la partie de la voie Georges-Pompidou aménagée comme promenade du port de l'Arsenal au tunnel des Tuileries, promenade dont le centre est le jardin Federico-García-Lorca, en contrebas de l'hôtel de ville.

## Promenades et jardins
Plusieurs sections des berges de Seine rive gauche ont été renommées en hommage à des personnalités disparues :
- Du pont de l'Alma au pont des Invalides : promenade Gisèle-Halimi, où se situe le centre culturel d'art contemporain Fluctuart.
- Du pont des Invalides à la passerelle Léopold-Sédar-Senghor : promenade des Berges-de-la-Seine-André-Gorz
- De la passerelle Léopold-Sédar-Senghor au quai Anatole-France : promenade Édouard-Glissant
- Du pont Royal au pont du Carrousel : promenade Marceline-Loridan-Ivens

Le parc Rives-de-Seine est bordé de plusieurs jardins :
- Jardin du Port-de-l'Arsenal
- Jardin Federico-García-Lorca
- Jardins de l'Archipel des Berges-de-Seine-Niki-de-Saint-Phalle

## Galerie

Vues en 2017
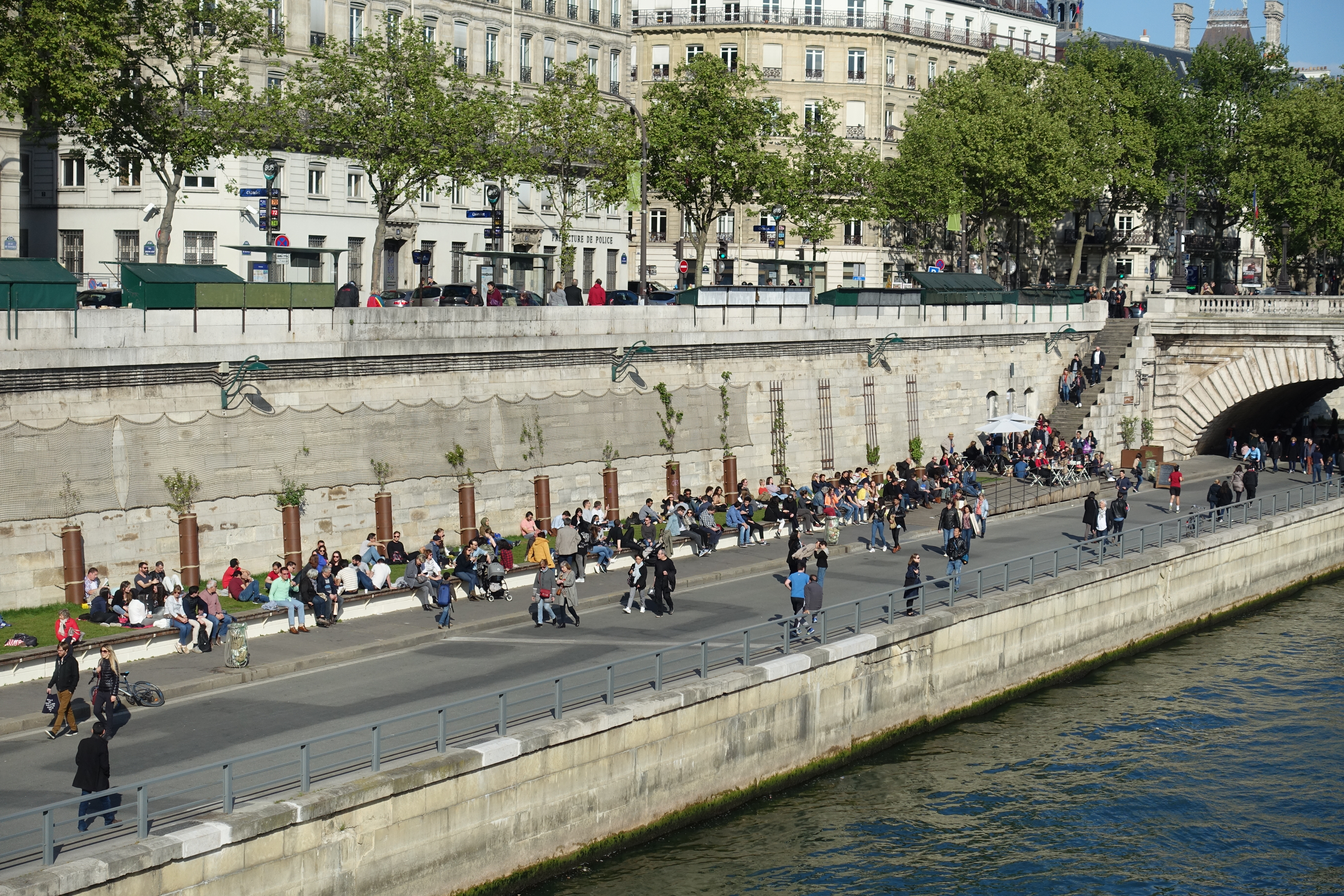
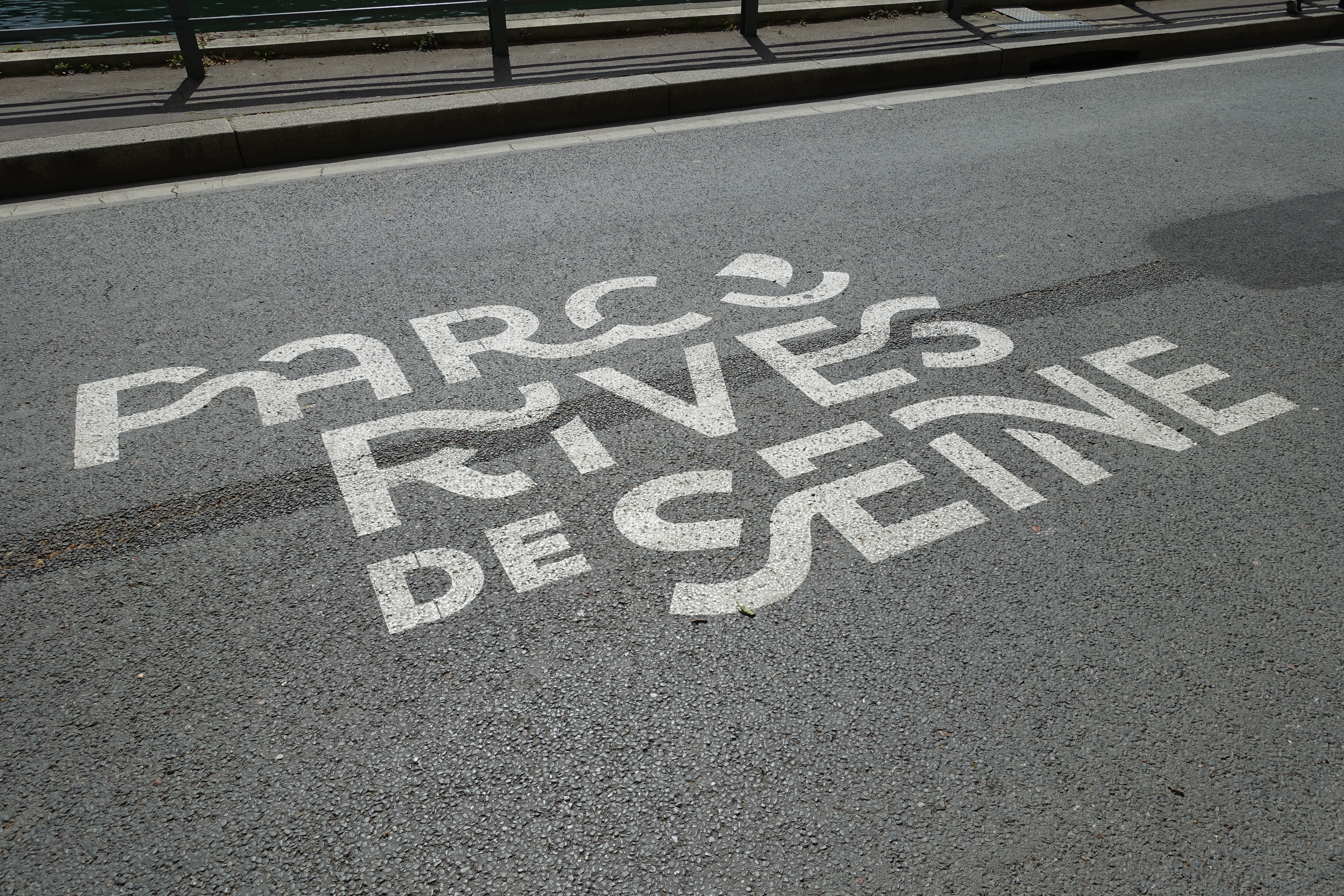
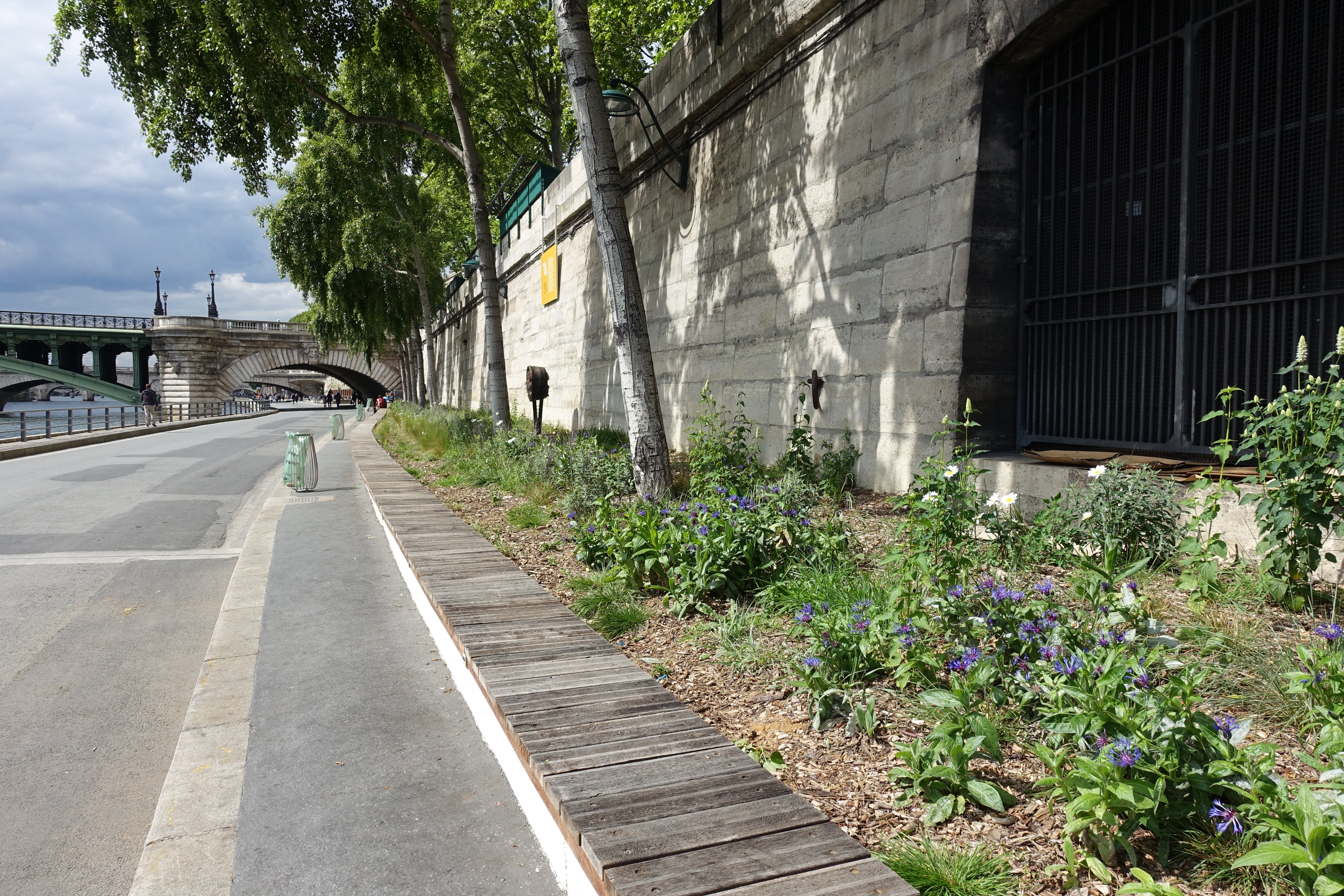
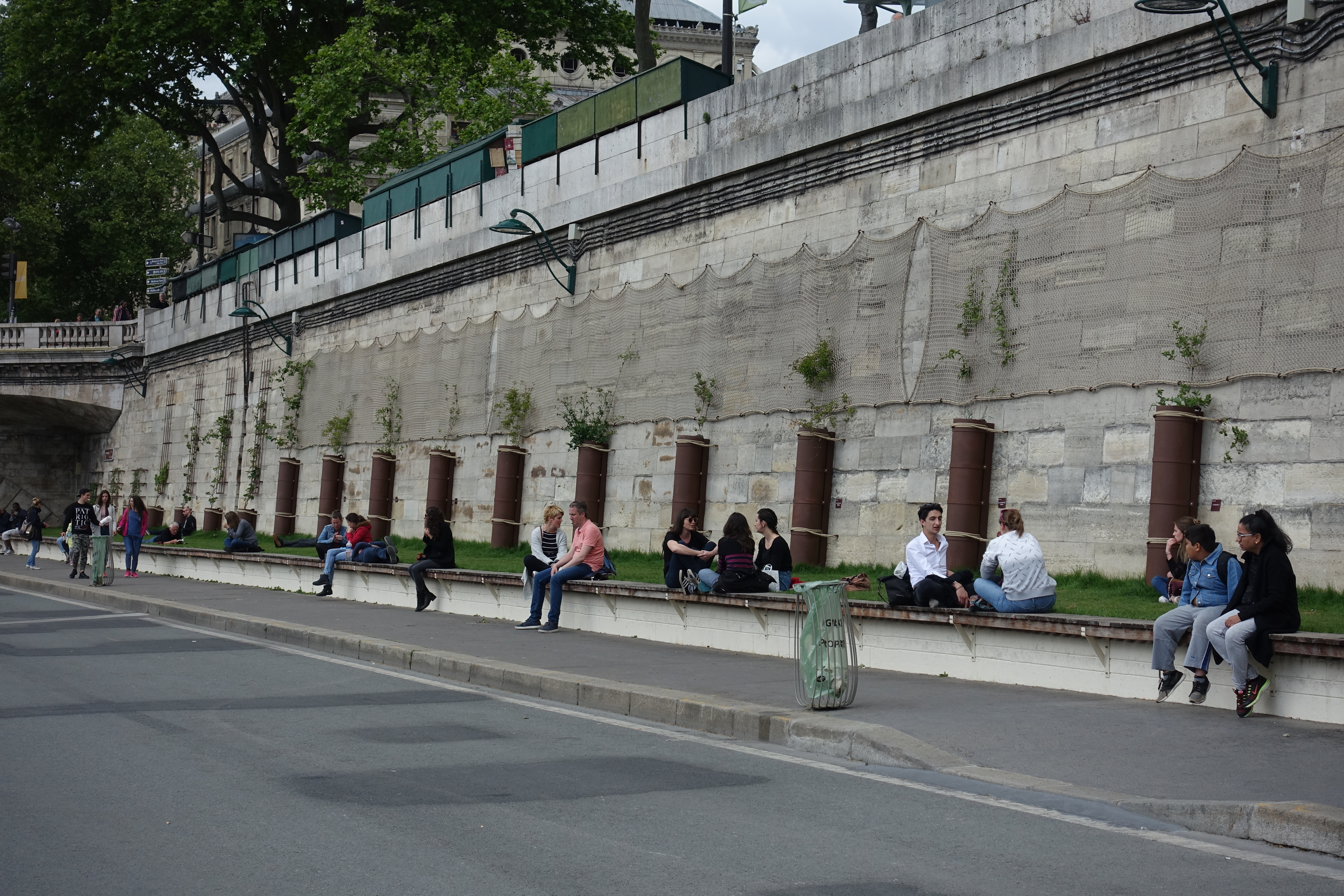